# Charles de Saint-Évremond
Charles de Marguetel de Saint-Denis, seigneur de Saint-Évremond (1. dubna 1613 – 9. září 1703 Londýn) byl francouzský spisovatel, literární kritik a filozof, ideově blízký Le Vayerovi. Vystupoval na obranu náboženské snášenlivosti a propagoval, jako Pierre Gassendi, Epikurovu etiku.